# A Virgem e o Menino com quatro Anjos (Gerard David)
A Virgem e o Menino com quatro Anjos (ou A Virgem e o Menino com Anjos) é uma pintura a óleo sobre madeira do pintor flamengo Gerard David completada provavelmente entre 1510 e 1515, obra que se supõe ter sido destinada inicialmente ao Convento da Ordem dos Cartuxos de Sint-Kruis, Bruges, e que se encontra actualmente no Metropolitan Museum of Art de Nova Iorque.
A Virgem e o Menino com quatro Anjos representa a Virgem Maria com o Menino Jesus nos braços sendo coroada como Nossa Senhora Rainha por dois anjos que pairam acima dela, acompanhados pela música tocada por dois anjos colocados a seu lado. David colocou a inscrição "IHESVS [RE]DEMPT[OR]" ("Jesus Redentor") nas colunas.
Os detalhes delicados e o uso soberbo da cor são típicos tanto de Gerard David como da fase final da arte flamenga.
Para esta pintura, Gerard David foi muito influenciado pela A Virgem e o Menino na Fonte de Jan Van Eyck, especialmente no desenho das figuras da Virgem Maria e do Menino Jesus. No entanto, David introduziu muitas modificações significativas, incluindo o alargamento do espaço pictórico, a colocação de dois anjos adicionais e o enquadramento da cena numa paisagem contemporânea com uma vista de Bruges a meia distância.
A Virgem e o Menino com quatro Anjos está no Metropolitan Museum of Art de Nova Iorque desde 1977 por doação de Charles Wrightsman, um coleccionador privado.

## Descrição
A Virgem e o Menino com quatro Anjos foi destinado a devoção privada e mostra na totalidade a Virgem Maria de pé segurando o Menino Jesus rodeados por quatro anjos. Os dois anjos acima de Maria são adornados com grandes asas coloridas e sustentam uma coroa dourada, simbolizando o papel dela como Rainha do Céu, enquanto os outros dois, também com grandes asas, se sentam de cada lado dela tocando harpa e alaúde, respectivamente. A cena ocorre sob um arco gótico num hortus conclusus (jardim murado), que corresponde à pureza e virgindade de Maria, e perante uma vista da Bruges contemporânea do pintor.
Pintada sobre madeira com um pincel estreito e fino, a obra é invulgarmente viva e pormenorizada. Maria tem cabelos encaracolados longos e louros, cujos fios são finamente pintados com pinceladas extremamente finas. Ela usa um manto vermelho com muitas pregas, cozido com pontos de ouro tão minuciosamente pintados nas dobras que geralmente não são visíveis na reprodução. O Menino Jesus tem vestida uma camisa quase transparente e abaixo da cintura uma fralda que cai em dobras verticais, cujas linhas têm continuidade nas dobras do vestido de Maria. Os anjos sentados usam túnicas de verde escuro e azul claro, respectivamente.
Todas as figuras estão em pose idealizada, típicas da arte daquele período; o naturalismo é abandonado em favor de figuras alongadas, que nesta obra não estão em proporção entre si. Maria é muito maior do que os anjos, embora menos do que na obra referida de van Eyck, o que reforça a sua presença etérea e celestial. Os olhos de todas as figuras afastam-se do observador, apenas o Menino Jesus olha diretamente para fora da tela. A obra é nitidamente simétrica; as duas figuras centrais são equilibradas por dois pares de anjos dispostos de cada lado; o jardim é equilibrado pelas linhas do caminho visto de ambos os lados de Maria. A igreja alta na direita é equilibrada pela colina no outro lado da cabeça de Maria.

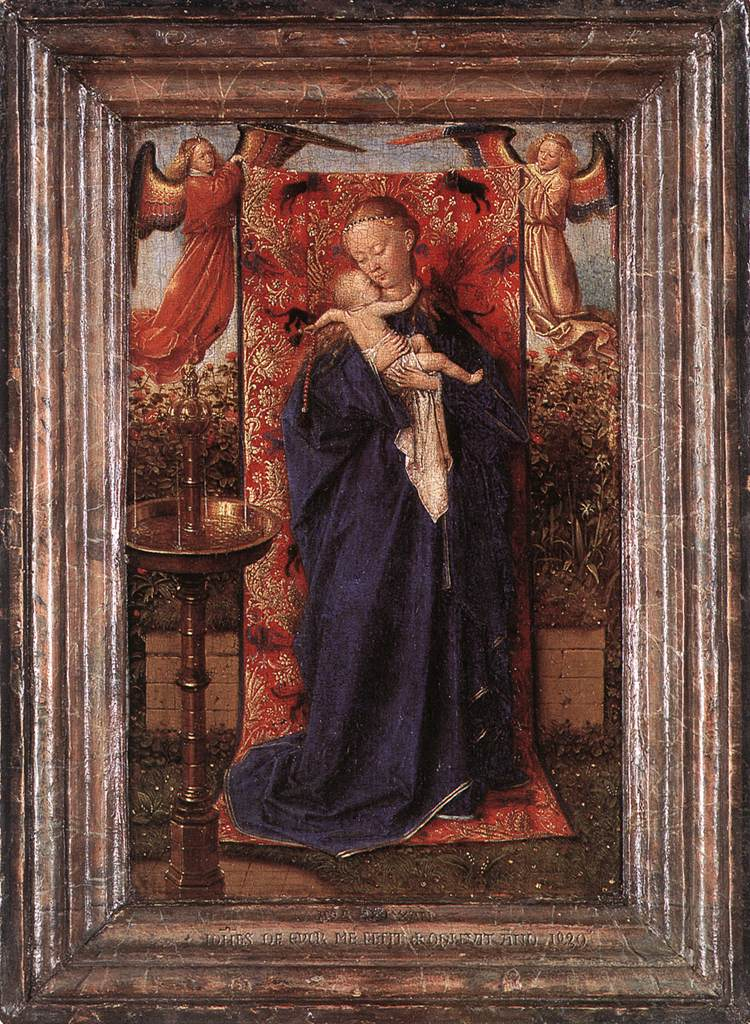
Virgem na Fonte (c. 1439) de Jan van Eyck, no Museu Real de Belas Artes de Antuérpia.

A igreja de São Tiago e a Igreja de Nossa Senhora (Bruges) podem ser identificadas na paisagem da cidade para além do jardim.
É provável que a colocação de um monge Cartuxo a andar por baixo de uma árvore no jardim atrás das figuras principais signifique que a obra tenha sido encomendado por um membro do seu mosteiro localizado em Sint-Kruis, nos arredores de Bruges.
É provável também que a pintura fosse o painel central de um tríptico ou de um pequeno retábulo que foi desmembrado nalgum momento desconhecido. Tem-se especulado que o arco por cima de Maria se estendesse para dois painéis laterais invocando a Trindade.

## Análise
Devido à popularidade de imagens devocionais para oração doméstica e à sua procura, o formato de muitas cenas bíblicas, ou iconografia, tornou-se padronizado, sendo muitas vezes cópia de pinturas anteriores, especialmente se a imagem de referência tivesse tido sucesso comercial, tendo uma pintura sobre madeira deste tipo o preço mais alto do mercado.
Assim, a Virgem e o Menino de Gerard David, também datada de c. 1510–15, e fazendo actualmente parte de uma colecção privada belga, é baseada numa pintura de Adriaen Isenbrandt sendo uma de três variantes quase idênticas que ele pintou desta cena naquele formato e pose.
Por outro lado, no início do século XVI, a influência de Jan van Eyck estava no auge e Gerard David baseou esta sua pintura na obra final de Van Eyck A Virgem Maria e o Menino na Fonte.
Por sua vez, o painel de Van Eyck foi fortemente influenciado pelas convenções da arte bizantina, e foi provavelmente uma mistura de determinadas obras. No entanto, a pintura é renascentista na sua humanização da Virgem e do Menino; em obras anteriores, as figuras da mãe e da criança eram apresentadas como divindades distantes e inacessíveis. No painel de Gerard David, eles são inteiramente humanos e reconhecíveis como uma mãe e filho afectuosos e unidos.
David adicionou mais dois anjos à cena de van Eyck e situou as figuras num local contemporâneo reconhecível. As figuras de Maria e Jesus são quase idênticas em ambas as obras, desde as pregas verticais do manto de Maria, até ao joelho e os braços levantados de Jesus, com um braço alcançando o ombro da mãe, enquanto o outro atinge o pescoço dela. A obra de van Eyck foi influenciada pelos ícones ds arte bizantina, e esta influência foi transmitida à peça de Gerard.
A historiadora de arte Maryan Ainsworth descreve a pintura como um "objeto devocional para a veneração de um ícone estimado" e considera que a influência bizantina derivou de Van Eyck. Não se sabe, contudo quais os ícones específicos que estiveram na base de Virgem com o Menino numa Fonte, embora tenham sido feitas sugestões baseadas na semelhança de pose e forma, incluindo frescos em Notre Dame des Grâces, em Montreal, e da Basílica Santa Maria del Carmine, em Nápoles. Gerard apresenta uma representação muito diferente da Virgem da encontrada nas representações bizantinas. Ela é menos uma divindade icónica afastada e mais reconhecidamente humana.

## Galeria

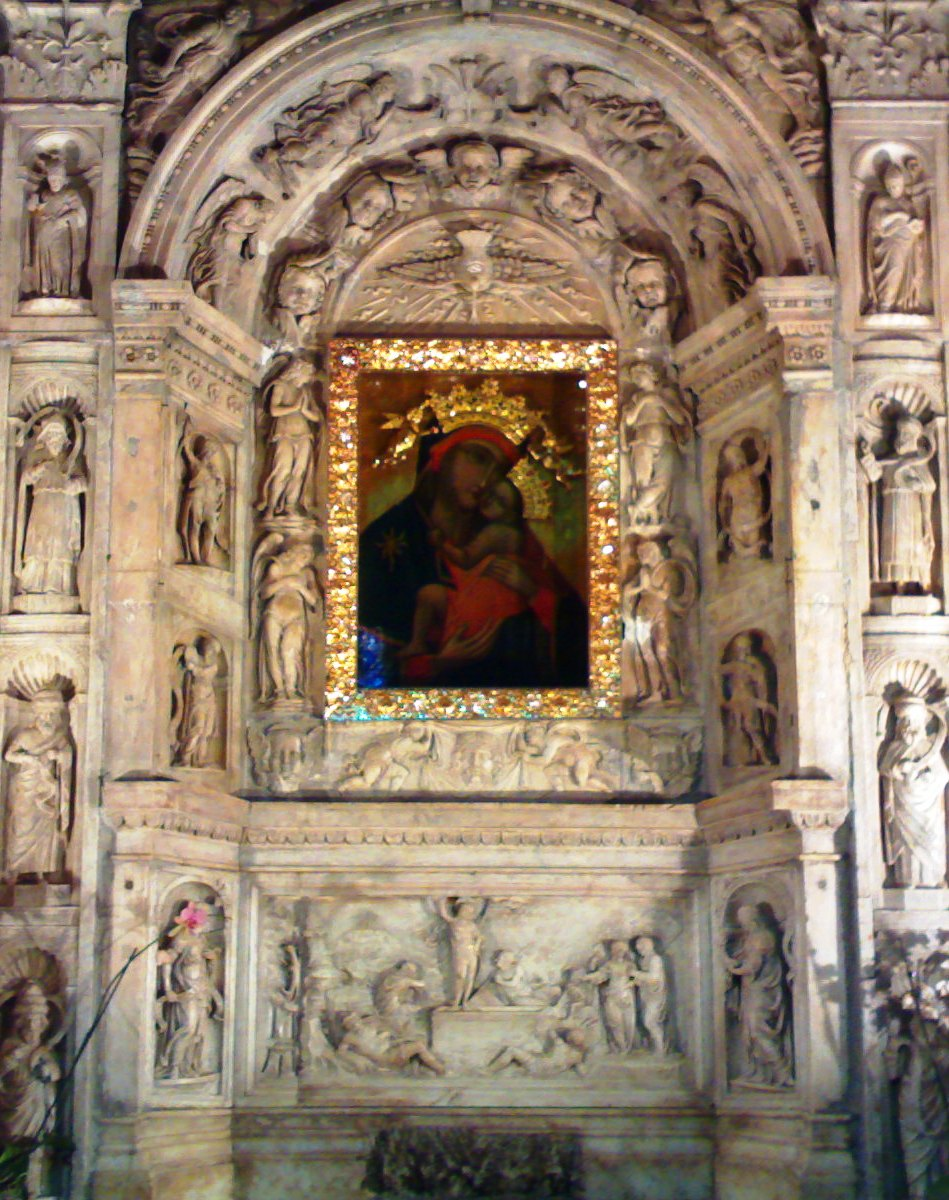
A Virgem e o Menino possível fonte de inspiração da Virgin with Child at a Fountain de van Eyck.
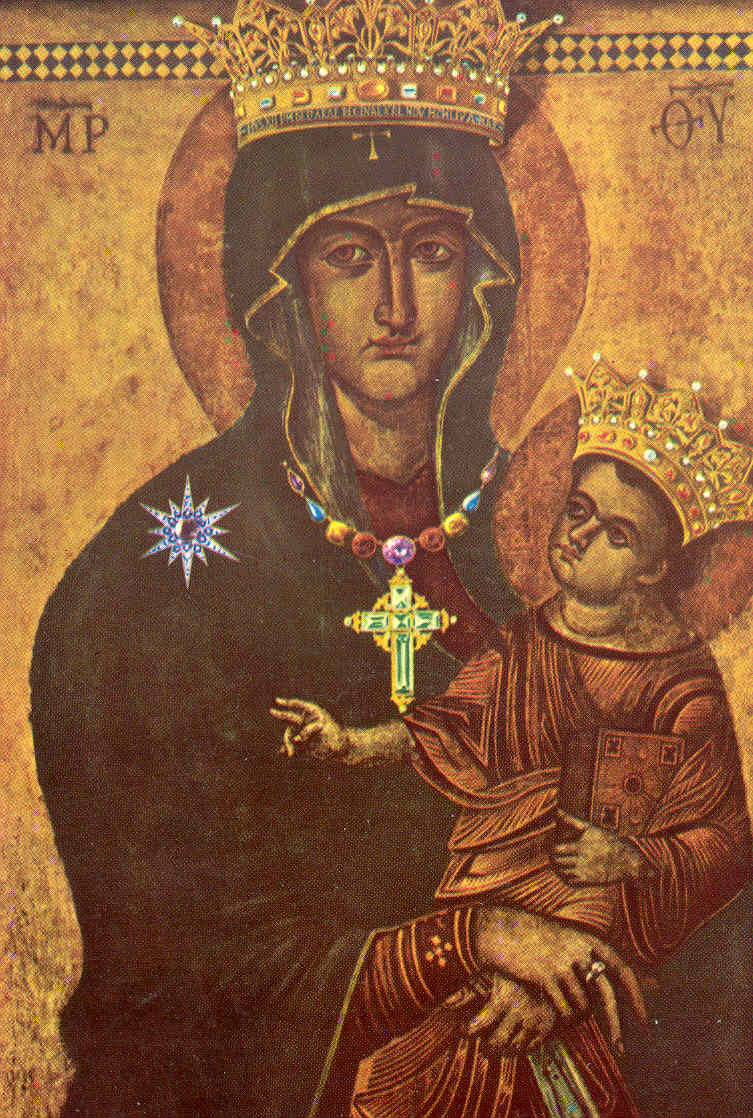
Salus Populi Romani, um ícone bizantino com a Virgem Maria e o Menino Jesus. Anterior a 1240.
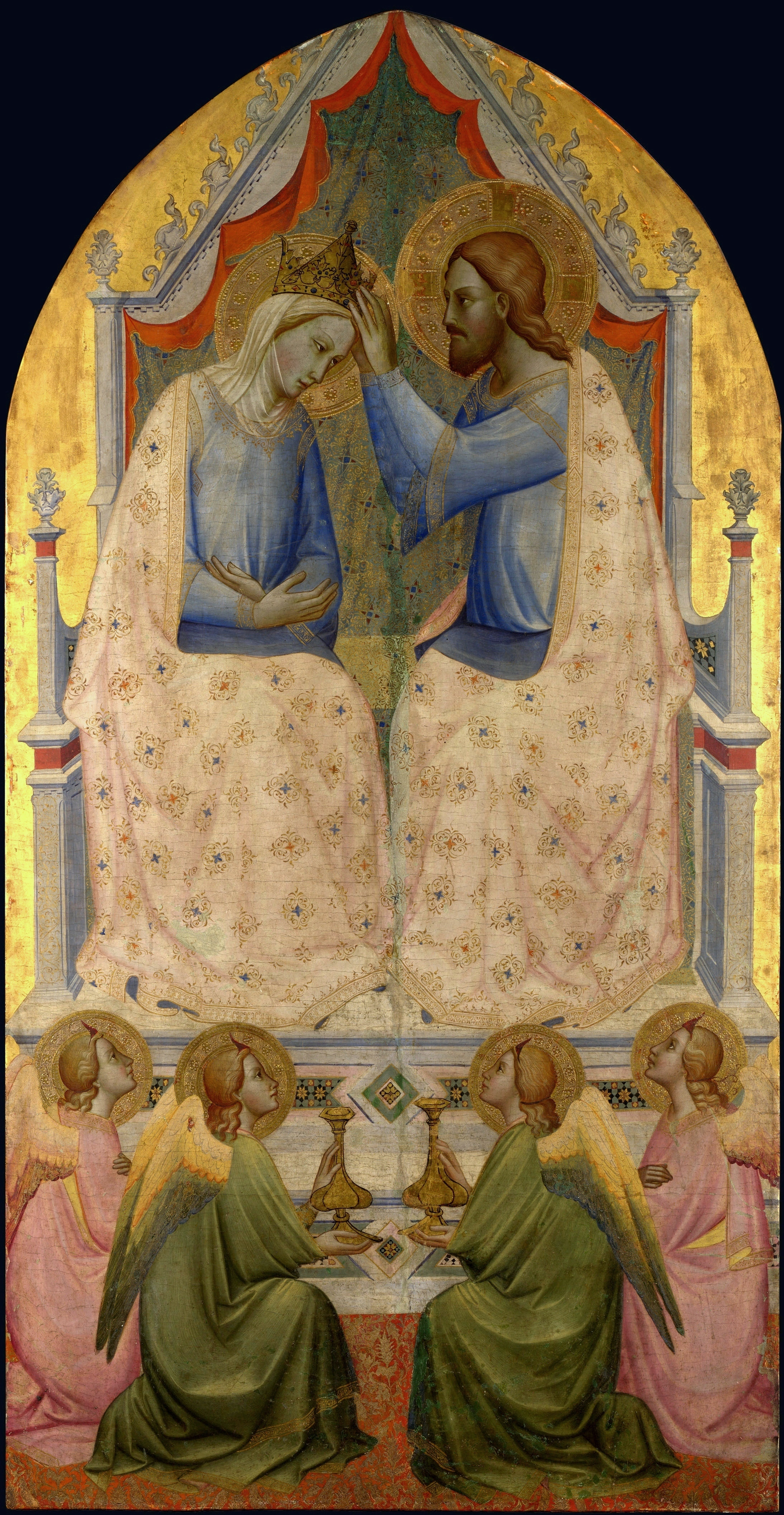
Coroação da Virgin, Agnolo Gaddi, século XIV.
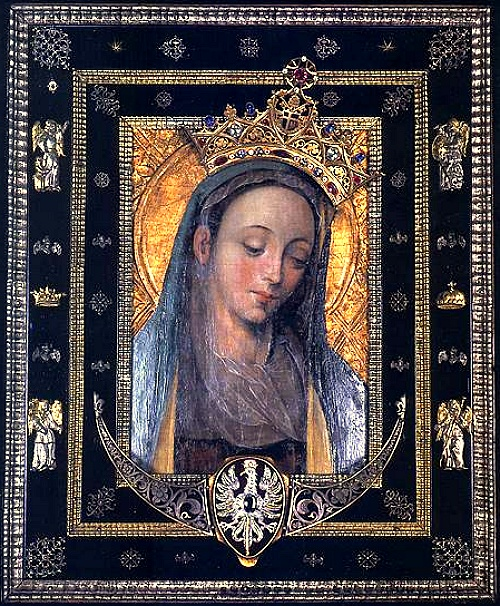
Maria, Rainha dos Céus (1671).